# Georg XI av Kartli
Georg XI av Kartli, död 1709, var en georgisk monark. Han var kung i kungariket Kartli mellan 1675 och 1709.